# Iglesia de la Santísima Trinidad (Limanske)
La iglesia de la Santísima Trinidad (en ucraniano: Собор Пресвятої Трійці), también conocida anteriormente como la iglesia de Kandel, es una iglesia católica alemana en ruinas que se sitúa en la actual Limanske, Ucrania.   

## Geografía
Las ruinas de la iglesia están ubicadas en el asentamiento de tipo urbano de Limanske, 28 km al sur de Rozdilna y 75 km al noroeste de Odesa, en el óblast de Odesa.  

## Historia
A principios del siglo XIX hubo una importante afluencia de colonos alemanes a la entonces gobernación de Nueva Rusia. Según el manifiesto de Catalina II del 22 de julio de 1763, se invitaba a los extranjeros a venir a Rusia y establecerse cuando quisieran. A principios del siglo XIX, después de las guerras napoleónicas, Alemania se encontraba en una situación económica difícil y muchos comerciantes se vieron obligados a abandonar su estado de origen. En 1808, el zar Alejandro I emitió la orden por la que el distrito de colonos de Kuchurgán con centro administrativo en el asentamiento Selz (ahora Limanske) se creaba e incluía seis colonias católicas. 
En 1919, los colonos alemanes de Odesa iniciaron la revuelta contra la prodrazviorstka (reparto de alimentos, la partición de la cantidad total solicitada como obligaciones de los proveedores) y se movilizaron hacia el Ejército Rojo soviético. La revuelta fue reprimida y todas las posesiones de los participantes fueron expropiadas. 
Durante la época soviética se utilizó como almacén de cereales, y posteriormente sufrió un incendio que casi lo destruye. El techo se cayó y hoy sólo quedan paredes y columnas. 
Actualmente lo utiliza el orfanato local para almacenar carbón.

## Arquitectura
En 1892, la iglesia de la Santísima Trinidad fue construida en estilo neorrománico y consagrada por el obispo Anton Zerr. A diferencia de la catedral de Selz, que fue construida con ladrillos, la iglesia fue construida con piedra caliza, un material común en la región del Mar Negro en aquella época. La iglesia tenía un altar de mármol y muchas estatuas sagradas realizadas por H. Ad. Vogl de Hall in Tirol, cerca de Innsbruck. 
El Vía Crucis y la Santa Tumba fueron obra de Ferdinand Stuflesser, y otras estatuas de Ortisei adornaban el interior de la iglesia. 

## Galería

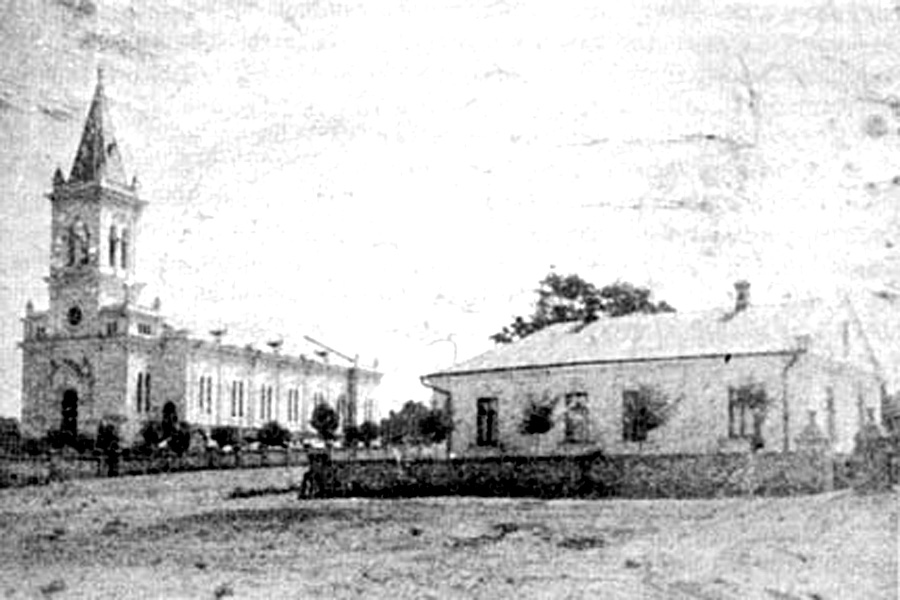
Iglesia de la Santísima Trinidad en 1934
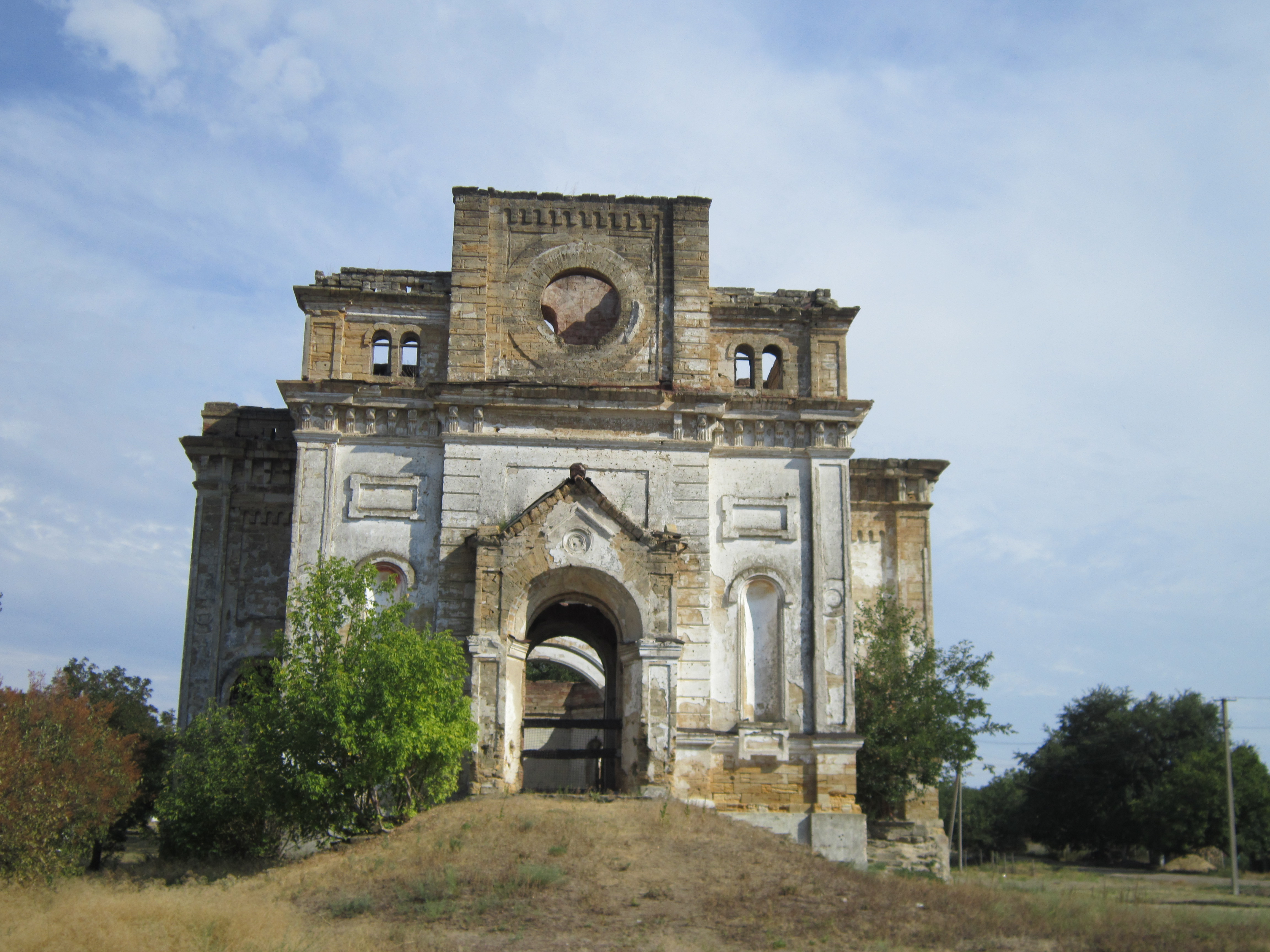
Vista frontal de las ruinas
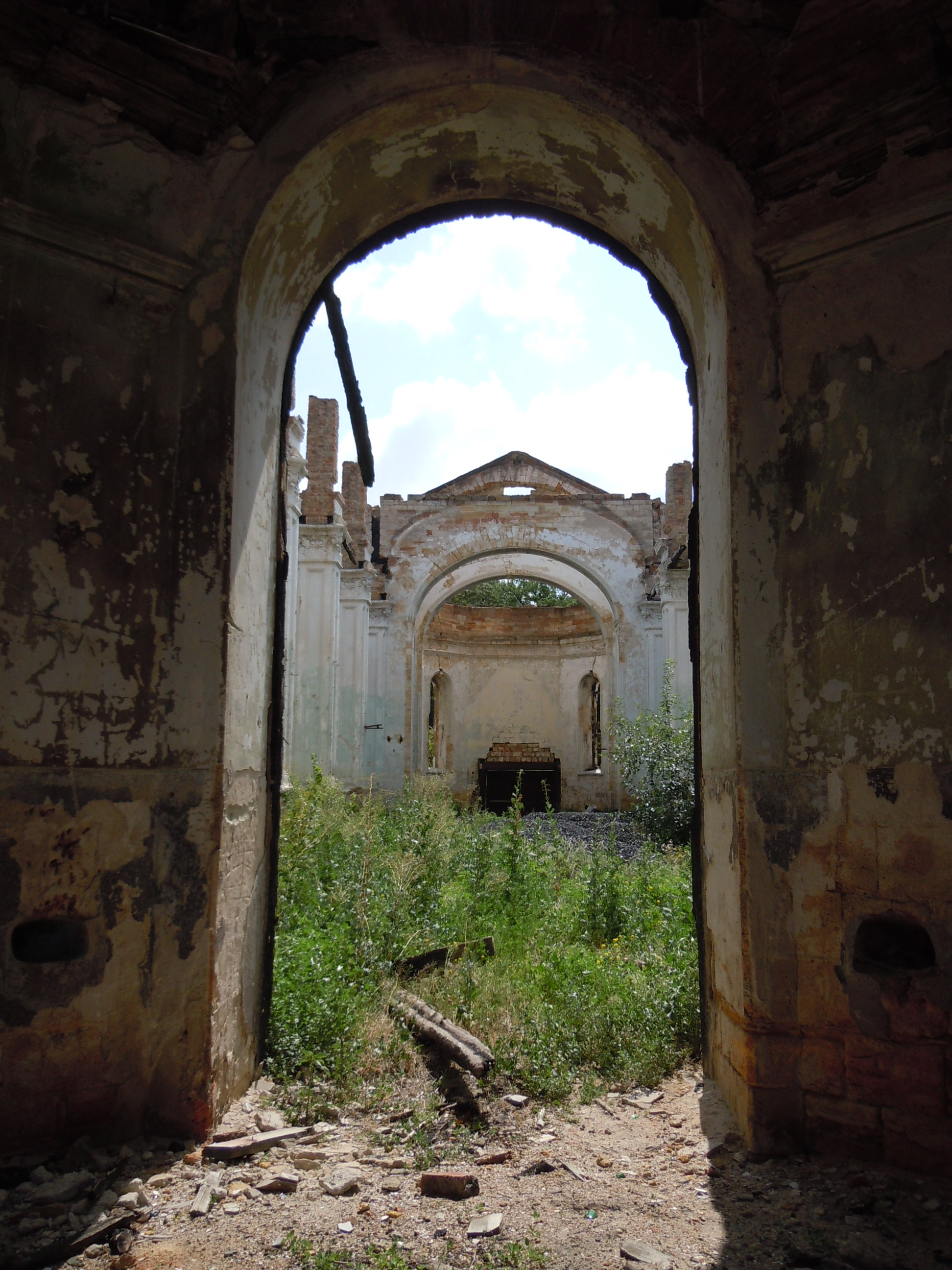
Entrada a la iglesia
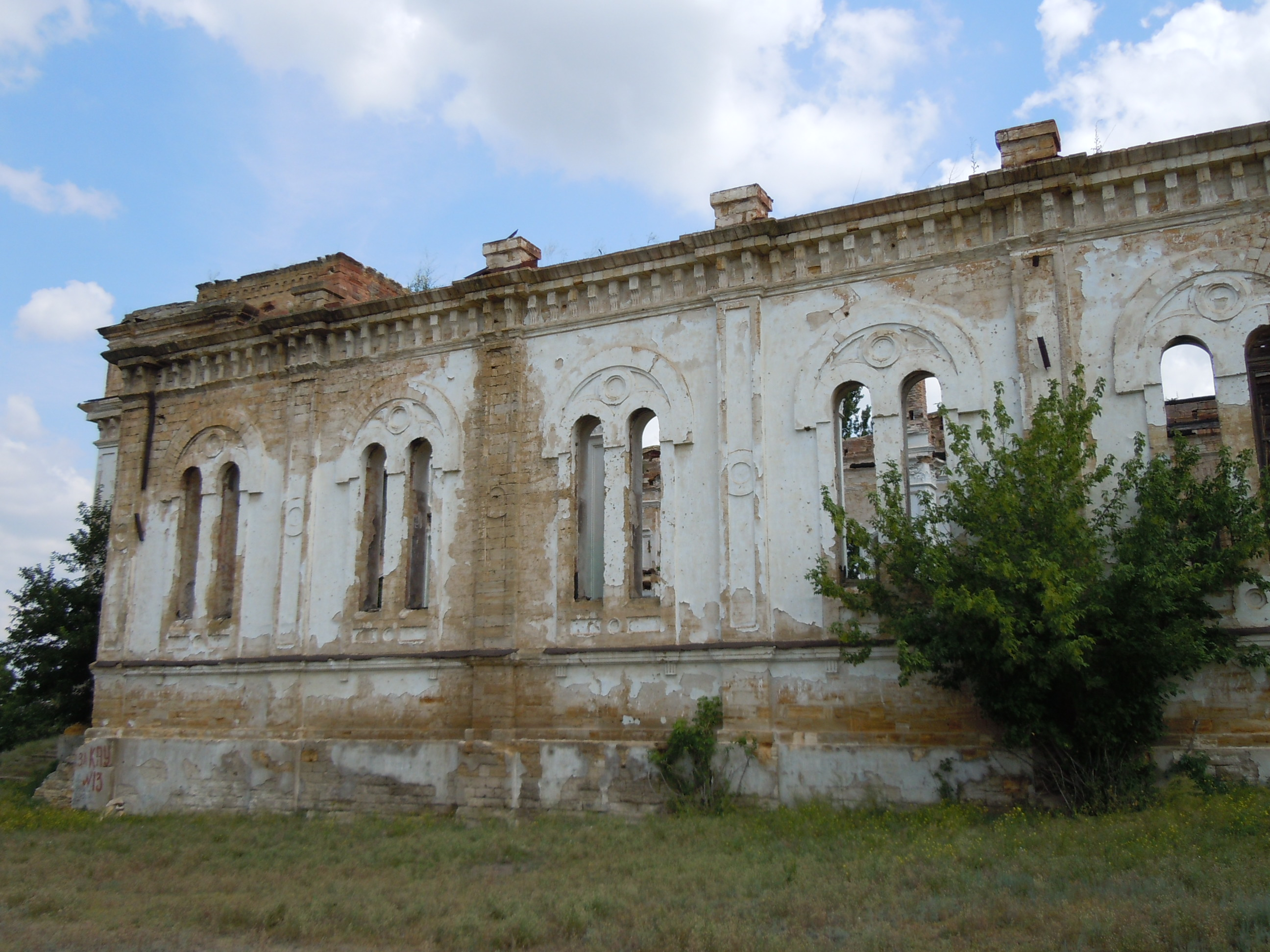
Lateral de la iglesia